# Jaume Rovira

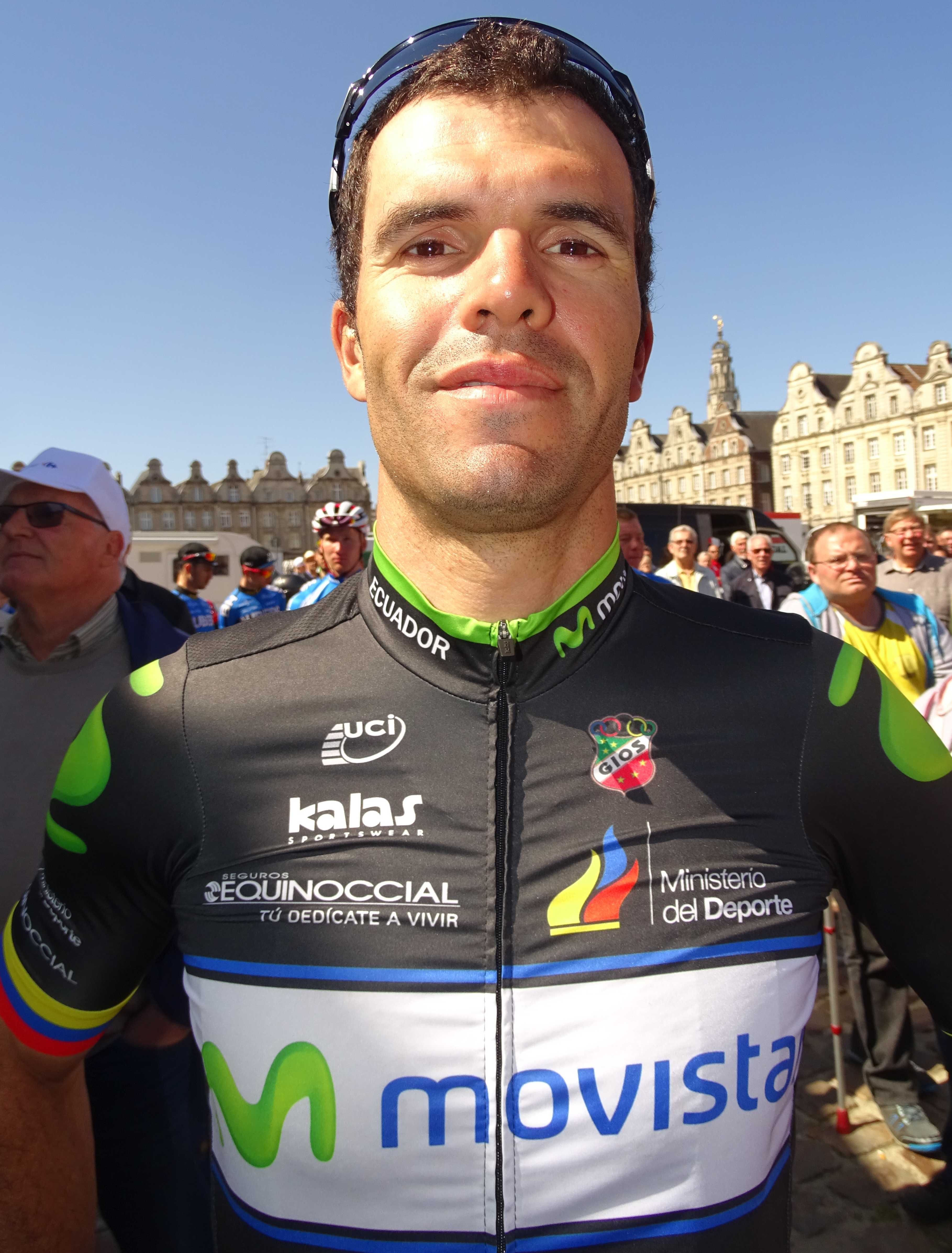
Jaume Rovira 2015

Jaume Rovira Pous (* 3. November 1979 in Villablino) ist ein spanischer Radrennfahrer.
Jaume Rovira begann seine Karriere 2005 bei dem spanischen Professional Continental Team Andalucía-Paul Versan. In seiner ersten Saison wurde er Dritter der Gesamtwertung bei der Vuelta a La Rioja, im Jahr darauf Vierter.

## Palmarès
- 2006 Gran Premio de Llodio
- 2009 Prueba Villafranca de Ordizia

## Teams
- 2005 Andalucía-Paul Versan
- 2006 Andalucía-Paul Versan
- 2007 Viña Magna-Cropu (ab 07.06.)
- 2008 Extremadura-Grupo Gallardo
- 2009 Andorra-Grandvalira
- 2010 Heraklion Kastro-Murcia
- 2011 KTM-Murcia
- 2012 Gios-Deyser Leon Kastro
- 2013 Hemus 1896
- 2014 Team Ecuador
- 2015 Team Ecuador